# Американская ассоциация учителей физики
Американская ассоциация учителей физики (англ. American Association of Physics Teachers, AAPT, также иногда переводится как Американская ассоциация преподавателей физики) — некоммерческое научное общество учителей и преподавателей физики. Основано в 1930 году. Член Американского института физики.
Миссия общества заключается в укреплении понимания и признания физики путём её преподавания.

## Состав
По состоянию на 2010 год членами ассоциации являются более 11 000 человек. Управление производится Исполнительным советом, директором AAPT является Дэвид М. Кук. В составе ассоциации ведут деятельность ряд комитетов:
- Конституционные
  - Комитет по наградам
  - Комитет по выдвижению кандидатур
- Консультативные
  - Комитет по аудиту
  - Финансовый комитет
  - Комитет фонда Фредерика и Флоренсы Баудер
  - Комитет по инвестициям
  - Комитет по организации встреч
  - Комитет по членству и привилегиям
  - Программный комитет
  - Издательский комитет
  - Наблюдательный совет
  - Комитет по системе единиц СИ и преподаванию метрологии
- Комитеты по отраслям
  - Комитет по приборам
  - Комитет по образовательным технологиям
  - Комитет последипломного образования в физике
  - Комитет по истории и философии физики
  - Комитет по защите интересов физиков старшего поколения
  - Комитет международного образования в физике
  - Комитет по лабораториям
  - Комитет по меньшинствам в физике
  - Комитет по физике в высших учебных заведениях
  - Комитет по физике в довузовских заведениях
  - Комитет по физике в двухлетних колледжах
  - Комитет по преподаванию физики в школах
  - Комитет по профессиональным проблемам
  - Комитет по исследованиям в области преподавания физики
  - Комитет по общественным вопросам научного обучения
  - Комитет по науке о космосе и астрономии
  - Комитет по подготовке учителей
  - Комитет по вопросам женщин в физике

## Издательская деятельность
Одной из основных деятельностей общества является издание двух научных журналов:
| Журнал                      | Сокращение   | Импакт-фактор (2008) | Год учреждения | Предыдущие названия                    | Область                                     |
| --------------------------- | ------------ | -------------------- | -------------- | -------------------------------------- | ------------------------------------------- |
| American Journal of Physics | Am. J. Phys. | 0,831                | 1933           | The American Physics Teacher (до 1940) | Физика на школьном и университетском уровне |
| Physics Teacher             | Phys. Teach. | не индексируется     | 1963           |                                        | Преподавание физики                         |

Кроме того, организация принимает участие в публикации журнала Physical Review Special Topics — Physics Education Research. В 2006—2008 годах общество выпускало экспериментальный журнал «Interactions: across physics and education».

## Медали и премии
Американская ассоциация учителей физики присуждает ряд научных медалей и премий за достижения в различных областях:
- Медаль Эрстеда[7] — старейшая награда общества, вручаемая с 1936 года за исключительный, широкорапространившийся и продолжительный вклад в преподавание физики.
- Премия памяти Рихтмайера[8] — вручается за исключительный вклад в развитие физики и её связи с преподавателями физики. Учреждена в 1941 году. Традиционно сопровождается выступлением на зимнем съезде общества.
- Медаль Роберта Милликена[9] — вручается с 1962 года за исключительный научный вклад в преподавание физики.
- Медаль Мельбы Ньюэлла Филлипса[10] — вручается одному из лидеров AAPT за значительный вклад в развитие общества. Учреждена в 1981 году.
- Премия памяти Колпстега[англ.][11] — вручается за презентацию, сделанную на летнем съезде AAPT и посвящённую актуальной и значимой теме, на доступном для неспециалисте уровне, учреждена в 1990 году.
- Премия за выдающийся вклад[12] — вручается с 1953 года.
- Премия Джексона за мастерство преподавания на старших курсах[13] — учреждена в 2010 году.
- Премия за мастерство в преподавании физики на младших курсах[14] — учреждена в 1993 году.
- Премия за мастерство в преподавании физики до колледжа[15] — учреждена в 1993 году.

## История
Американская ассоциация учителей физики была основана в 1930 году по предложению Пола Клопстега, поддержанного Джоном Фрайном и Гленом Уорнером. На роль директора был приглашён Гомер Додж.
В 1931 году происходит образование Американского института физики четырьмя физическими обществами: Американским физическим обществом, Американским акустическим обществом, Оптическим обществом Америки и Реологическим обществом. Ассоциация учителей физики не была изначально приглашена в институт, однако, после письма Клопстега Карлу Комптону ей было сделано официальное предложение о присоединении к институту. Присоединение произошло в 1932 году. Представителем ассоциации в институте стали Додж, Клопстег и Фредерик Палмер.